# Babatunde Olatunji
Babatunde Olatunji (7. dubna 1927 Ajido, Nigérie – 6. dubna 2003 New York City, New York, USA) byl nigerijský perkusionista.
V roce 1950 se přestěhoval do Spojených států, kde prožil převážnou část svého života. Studoval na Morehouse College v Atlantě v Georgii. Své první album nazvané Drums of Passion vydal na přelomu let 1950–1960 u vydavatelství Columbia Records. Skladbu „Jin-Go-Lo-Ba“ vydanou na tomto albu později natočila řada umělců, mezi které patří Serge Gainsbourg, Fatboy Slim nebo skupina Santana. Později nahrál řadu dalších alb, ale žádné se neprosadilo jako to první. Mimo to hrál na albech jiných hudebníků, jako jsou Mickey Hart, Quincy Jones, Airto Moreira nebo Stevie Wonder.